# Bedruthan Steps

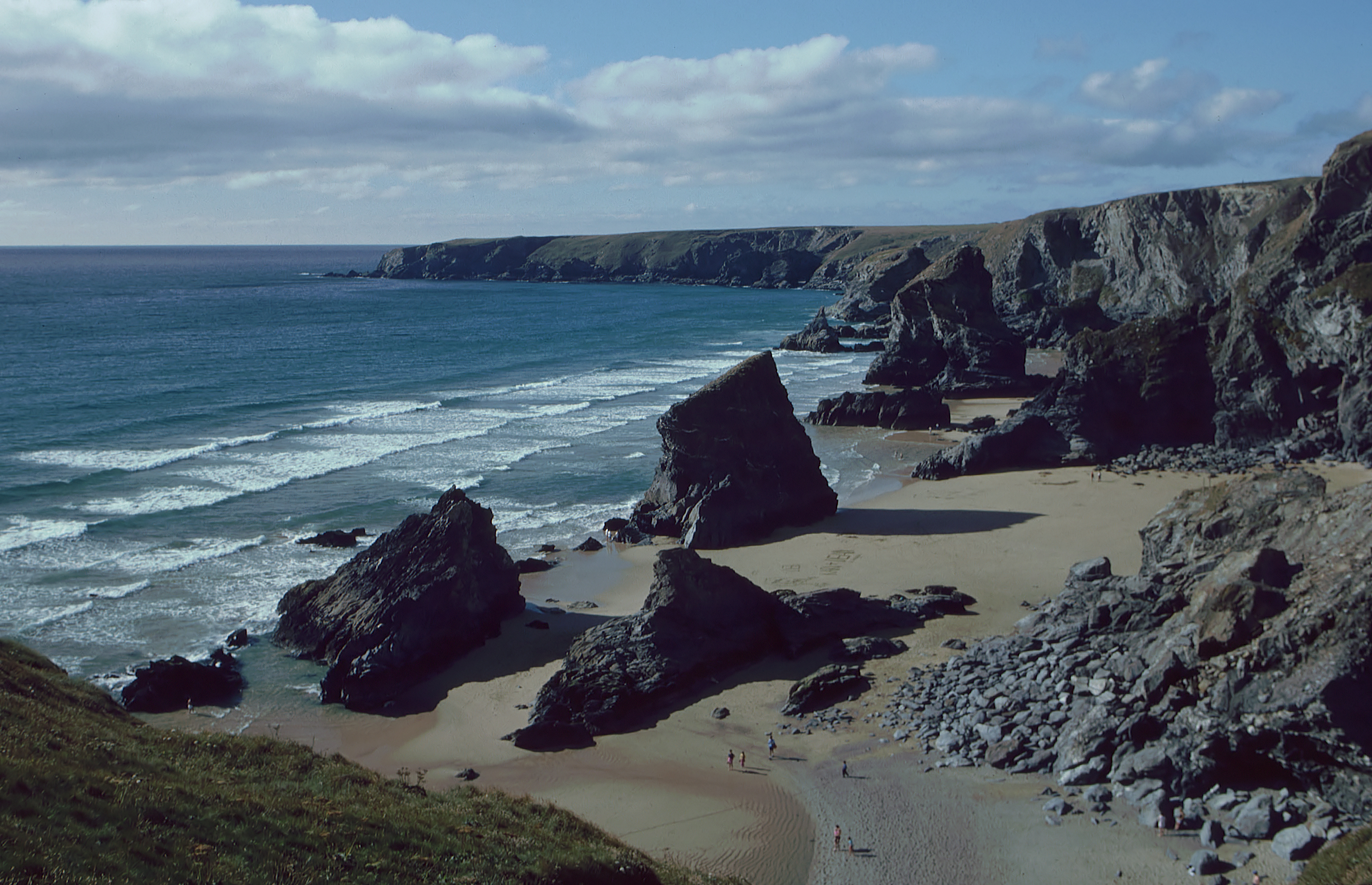
Bedruthan Steps bei Ebbe

Als Bedruthan Steps wird eine spektakuläre Klippenformation mit mehreren freistehenden Felsen an der Nordküste Cornwalls zwischen den Ortschaften Newquay und Padstow im Südwesten Englands bezeichnet. Die nur bei Ebbe zugängliche Bucht lässt sich über eine vom National Trust instandgehaltene steile Treppe erreichen. Wegen des massiven Wellenganges wird allerdings vom Baden abgeraten. Wer nicht in die Bucht hinabsteigen möchte, kann vom Wanderweg entlang der Steilküste den Panoramablick genießen.
Der Name Bedruthan Steps entstand aus der Vorstellung, dass der Riese Bedruthan (englische Mythologie) die großen Steine als Treppenstufen benutzt hat. 
Jeder der Felsen hat einen Spitznamen, von Norden nach Süden sind das Queen Bess, Samaritan Island (nach einem Schiff voller Woll- und Seidenstoffe, das hier im Jahr 1846 unterging), Redcove Island, Pendarves Island, und Carnewas Island.